# Randori
Randori (Japans: 乱取り van ran, 'wanorde' en dori, 'iets vastgrijpen') is een vorm van sparren die wordt toegepast bij zelfverdedigingskunsten zoals het jiujitsu en het judo. Bij deze krijgskunsten wordt er tijdens de randori geen trap-, stoot- of slagtechnieken gebruikt, maar eerder worsteltechnieken, worpen, grepen en klemmen.
In sommige krijgskunsten, zoals Kyokushin full contact karate of Kyokushin Budokai Allround Fighting, worden eveneens alle stoot- en traptechnieken gebruikt tijdens randori.
Randori heeft niet voornamelijk competitie als doel, maar is eerder bedoeld als oefening om samen vaardigheid te krijgen in zelfverdedigingstechnieken. Het 'verliezen' bij een randori kan juist zeer leerzaam zijn, en doorgaans wisselen 'verliezen' en 'winnen' elkaar af tijdens randori. De bedoeling is niet te veel van kracht gebruik te maken, maar meer van snelheid, een goede uitvoering van technieken, vindingrijkheid en reactievermogen.
Randori kan in veel variaties worden uitgevoerd, bijvoorbeeld als de sensei aangeeft, dat alleen heel bepaalde technieken mogen worden gebruikt, of dat bijvoorbeeld de band van de ander moet worden afgenomen. Het kan plaatsvinden tussen twee of meer personen.
Binnen het aikikai en aikido wordt de term randori ook wel gebruikt voor een vorm van oefening, waarbij een aikidoka zich verdedigt tegen willekeurige aanvallen van meerdere tegestanders, wat onderdeel kan zijn van een test. In dit geval is er juist geen sprake van sparren.